# Florida Death Metal
Als Florida Death Metal wird der Death Metal der floridanischen Musikszene bezeichnet. Vor allem im Großraum Tampa hat sich seit den späten 1980er Jahren eine aktive Szene gebildet. Von hier stammen auch die erfolgreichsten und bekanntesten amerikanischen Death-Metal-Bands.

## Musik
Bei dem typischen Florida Death Metal handelt es sich um Death Metal, der mit starken Thrash-Metal-Einflüssen verbunden wird. Im Gegensatz zum typischen schwedischen Sound ist der Death Metal aus Florida viel technischer. Komplexere Songstrukturen und für ungeübte Hörer disharmonische Gitarrensoli sind sehr stark eingesetzte Mittel.
Als besonderes Markenzeichen hat sich die Produktion der Musik von Scott Burns im Morrisound Recording Studio herausgestellt.

## Geschichte
Mitte der 1980er Jahre begannen in Florida die ersten Bands (Death, Morbid Angel, Deicide, Obituary), Thrash Metal mit heruntergestimmten Gitarren und Bässen zu spielen. Besonders wichtig war für diese Entwicklung die so genannte Bay-Area-Thrash-Metal-Szene (Slayer, Metallica, Exodus, Testament, Sadus etc.) sowie die Bands Venom, Celtic Frost und Bathory.
Bald darauf gründeten sich neue Bands, und andere Gruppen, wie etwa Cannibal Corpse, siedelten nach Florida über. Die floridanische Szene ist heute neben der schwedischen nach wie vor die aktivste und kommerziell erfolgreichste.

## Wichtige Bands
- Angel Corpse
- Atheist
- Brutality
- Cannibal Corpse (ursprünglich aus Buffalo)
- Deicide[5][6][7][8][9][10]
- Death
- Hate Eternal
- Malevolent Creation[11][12] (ebenfalls aus Buffalo)
- Monstrosity[13]
- Morbid Angel[14]
- Nocturnus
- Obituary[15][16][17]
- Six Feet Under